# تقنية التخفي

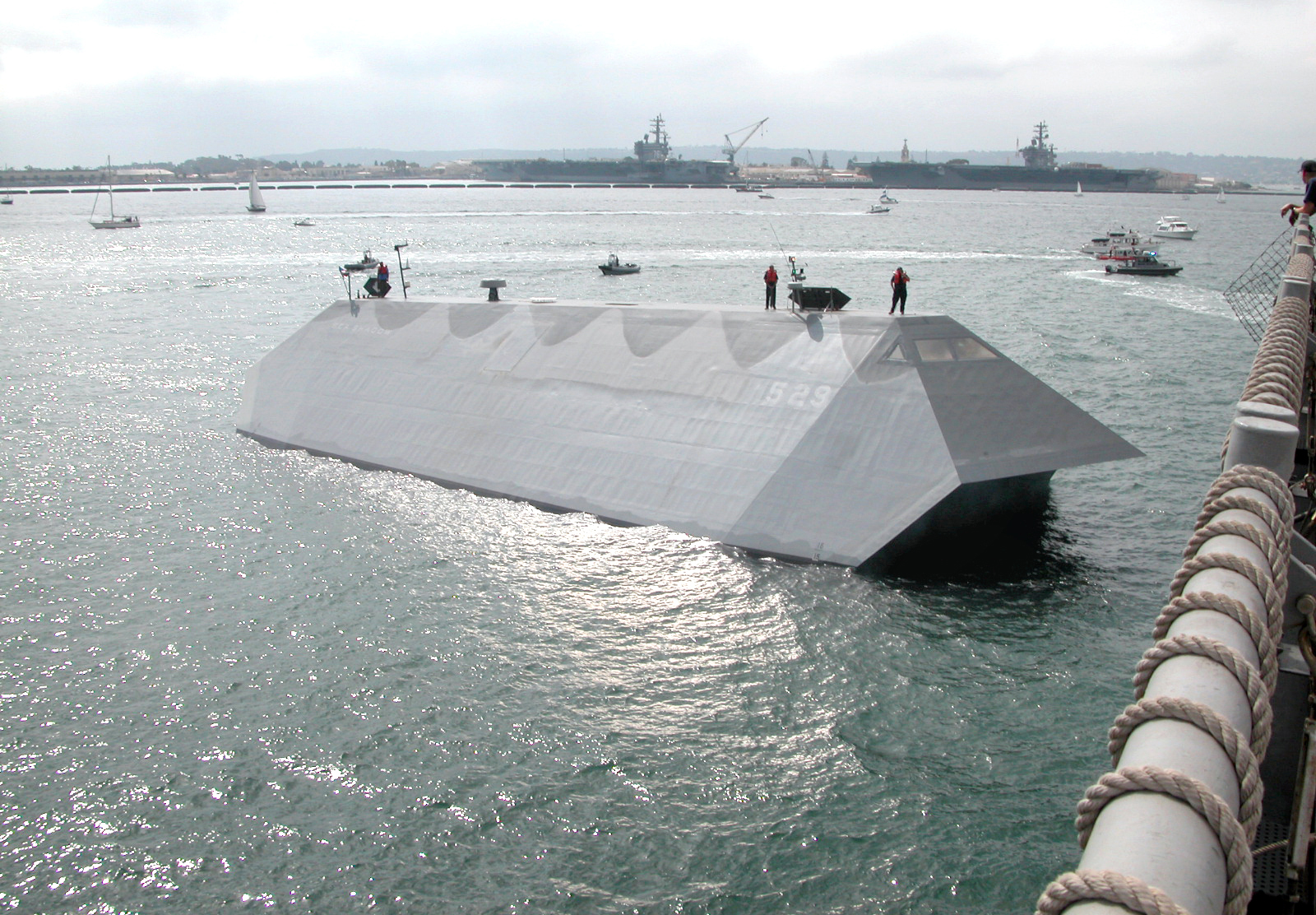
السفينة سي شادو تستعمل تقنية التخفي.

تقنية التخفي (بالإنجليزية: Stealth technology) هي تقنية مستخدمة في العديد من الطائرات المقاتلة والسفن الحربية والقذائف الصاروخية لجعلها لا ترى أو غير مشاهدة -قدر الإمكان- على شاشات الرادارات وطرق الملاحظة والكشف الإلكترونية الأخرى. أول استخدام لهذه التقنية بشكل واسع كان في حرب الخليج الثانية في عام 1991 وكانت قد استخدمت سابقا عام 1989 في طائرات أف 117 نايت هوك في عملية القضية العادلة في بنما.

## تاريخ تقنية التخفي
تعتبر أعمال وكتابات عالم الفيزياء والرياضيات الروسي بيتر أوفيمتسيف . ولعل من أهم كتاباته أو لنقل المؤلف الرئيسي في هذا المجال هو بحثه المعنون ب: Method of edge waves in the physical theory of diffraction. لم تلق أبحاث أوفيمتساف اهتماما كبيرا في حقبة النظام السوفياتي السابق ولم يكن حتى هو نفسه يعلم أن بحوثه كانت حجرة الأساس في تصميم الطائرات الخفية.

## ماهي تقنية التخفي؟
هي التصاميم والمواد التي يتم تصنيعها وتصميمها لهدف عسكري على درجة عالية من الأهمية، ألا وهو تجنب اكتشاف الهدف بالرادارات أو أي نظام إلكتروني آخر. تُطَبَّق تقنية التخفي على المركبات (مثل: الدبابات) والقذائف الصاروخية والسفن والطائرات بهدف جعل كل تلك الأهداف أكثر صعوبة واستعصاءاً على الكشف الراداري على المدى القريب، حيث أن الرادارات هي أصعب وسائل الكشف تجنباً، ويتم تجنب الكشف على شاشات الرادارات بشكل عام بتقليل المقطع العرضي الراداري  radar cross section-RCS للهدف ليكون في مستوى الخلفية المحيطة بالهدف. على سبيل المثال، إن الهدف المعلن للمصممين العسكريين الأمريكيين هو جعل المقطع العرضي الراداري أو ما يسمى بالتوقيع الراداري (radar signature) لطائرة مقاتلة، بحجم طائر صغير على شاشة الرادار وهو ما توصلوا له فعلا.

## المقطع العرضي الراداري
المقطع العرضي الراداري (بالإنجليزية: Radar Cross Section RCS)هو مساحة العاكس الافتراضي الذي سوف يعكس نفس كمية الطاقة إلى هوائي رادار الاستقبال كما هو الحال مع الهدف الفعلي والذي قد يكون أكبر بكثير أو أصغر من المقطع العرضي الراداري.
الشاحنة على سبيل المثال بأسطحها المسطحة والحواف والزوايا الحادة لها مقطع عرضي راداري تقريباً يساوي 200 متر مربع، بينما الحواف الناعمة الانسيابية لطائرة مقاتلة تجعل مقطعها العرضي الراداري يساوي 2-4 متر مربع على شاشة الرادار. العاكس المثالي هو هدف على شكل كرة من معدن له موصلية عالية جداً Conductivity، ولذا الراداري RCS دائري الشكل من كل الجهات

## العوامل التي تؤثر في المقطع العرضي الراداري

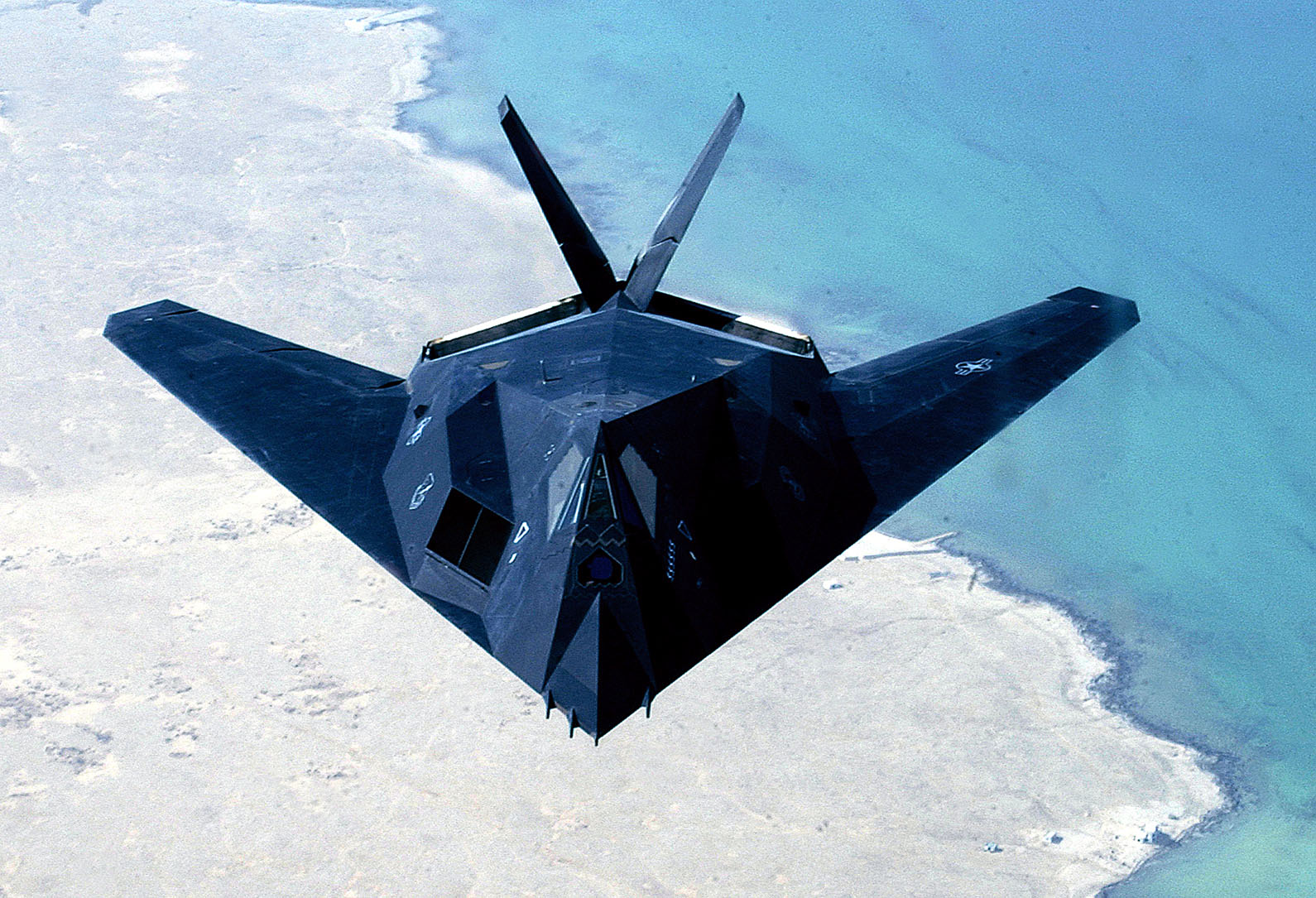
الطائرة الأمريكية أف 117 نايت هوك.

المقطع العرضي الراداري لأي هدف يختلف تبعاً للتالي:
- للزوايا المختلفة للهدف المتطلب إخفاؤه.
- ترددات الرادارات المختلفة.

إن الكثير من المعلومات عن تقنية التخفي لا زالت معلومات سرية في طي الكتمان ولا يتم اطلاع وسائل الاعلام عليها بسبب الأمن ولكن من بين أساليب منع الاكتشاف الراداري المستخدمة في الطائرات المقاتلة بالقوات الجوية الأمريكية أف 117 التي تعمل بتقنية التخفي والتي من المحتمل أن يكون مقطعها الرإداري 1 متر مربع أو أقل، فهي:
- صغيرة الحجم.
- بدون أسطح مسطحة تعكس الموجات الرادارية مباشرة.
- إضافة إلى الإحلال المكثف في التصنيع بالمواد الغير عاكسة للموجات الرادارية بدلاً من المعادن التقليدية.
- الطلاء الكلي للطائرة بالمواد ذات القدرة على الامتصاص العالي للموجات الرادارية.

يتطلب تطبيق تقنية التخفي عدة اجراءات مثل:
- تقليل سعة الحمولة.
- عدم الثبات الديناميكي الهوائي للطائرة.
- التصميم والإنتاج المتقدم.
- نفقات الصيانة المرتفعة.

## الطرق النظرية لاحباط تقنية التخفي
- تقنية التخفي ضد الاشعة الكهرومغناطيسية مصممة أصلا ضد الرادارات التي تجمع في بنيتها بين المشع والمستقبل لذلك يمكن نظريا لو فرقنا المشع عن المستقبل من رصد الطائرة
- هناك بعض العسكريين يؤكدون أنه يمكن رصد الطائرة بالرادارات القديمة التي تستعمل طول موجة كبير يكون طولها قريبا من حجم الطائرة أو أن ذلك على الاقل يزيد من احتمال رصدها
- معظم الرادارات تستعمل في معالجة البيانات القادمة من المستشعر مرشحات لفلترة الضجيج (الطيور والأجسام الصغيرة) من الإشارة الرئيسية. المشكلة هو أن التوقيع الراداري للطائرات الشبح من نفس حجم الضجيج تقريبا فلا يمكن رؤيتها. وهنا نظريا يمكن ايجاد حل عن طريق طرق رياضية ومرشحات حديثة للتعرف على التوقيع الراداي. وايجاد خوارزميات ومرشحات أفضل أمر وارد اليوم خاصة مع تطور الحاسب الإلكتروني.

## اقرأ أيضا
- رادار
- ذات المراوح الأربع
- تقنية التخفي البلازمي.

طائرات تستخدم تفنية التخفي:
- أف 117 نايت هوك.
- بي 2 سبيريت.
- إف-35.

## الهوامش
1. ↑  كتاب مبادئ الرادار- تأليف مؤتمن ميرغني